# Schrott (Isen)
Schrott (früher Im Schrott) ist ein Gemeindeteil des Marktes Isen im oberbayerischen Landkreis Erding.

## Lage
Der Weiler Schrott liegt zwischen Eschbaum und Berging in der Gemarkung Westach 2,5 Kilometer südöstlich von Isen.

## Bevölkerungsentwicklung
Um 1871 gab es Im Schrott 15 Einwohner. Im Mai 1987 lebten dort 18 Einwohner in sechs Wohngebäuden.
| Jahr      | 1871 | 1925 | 1950 | 1970 | 1987 |
| Einwohner | 15   | 24   | 21   | 21   | 18   |